# Joseph Jonas Fränckel
Joseph Jonas Fränckel (ur. z 1773 roku, zm. w 1846 we Wrocławiu) – niemiecki przedsiębiorca, handlowiec i filantrop, królewski radca handlowy żydowskiego pochodzenia.
Był synem Joela Wolfa, wnukiem rabina Davida Fränkela, autora „Yerushalmi. Korban ha-'Edah”. Dzięki swoim umiejętnościom handlowym stał się jednym z czołowych bankierów Wrocławia. W uznaniu jego zasług jakie położył dla rozwoju handlu i przemysłu w Niemczech, rząd pruski nadał mu tytuł „Kommerzienrath” – królewskiego radcy handlowego.
Główną jego działalnością poza handlową była filantropijna działalność charytatywna na rzecz lokalnej gminy żydowskiej. Z własnych funduszy wspierał wiele instytucji charytatywnych; był fundatorem szpitala wraz z przylegającym do niego sierocińcem i bet midrasz. W 1846 roku wraz z bratem Davidem Fräncklem przekazał 300 tysięcy talarów na działalność Fräncklowskiej Fundacji Mieszkaniowej, w skrócie Fundację Fräncklów (Fränckelsche Stiftung), zajmującej się działalnością charytatywną, dobroczynną i pomocową. Dzięki tym funduszom w 1854 roku zostało otwarte Żydowskie Seminarium Teologiczne działające w latach 1854–1938, a w którym kształciła się większość czołowych uczonych żydowskich drugiej połowy XIX wieku. Fundacja opiekowała się również ubogimi chrześcijanami i żydami oferując im lokale mieszkalne; posiadała osiem kamienic – przy ul. Komuny Paryskiej 42/46, ul. Pułaskiego 27/29, ul. Braniborskiej 4/5, ul. Wybrzeże Wyspiańskiego 11, ul Paulińską 13/15 i ul. Gajowicką 79/81. W 1896 roku z inicjatywy fundacji wzniesiono budynek administracyjno-biurowy przy ul. Ofiar Oświęcimskich 19.
Joseph Jonas Fränckel został pochowany na nieistniejącym obecnie cmentarzu żydowskim przy ul. Gwarnej we Wrocławiu (Jüdischer Friedhof an der Claassenstrasse).